# Arvand Kenar
Arvand Kenār (farsi اروندکنار) è una città dello shahrestān di Abadan, circoscrizione di Arvand Kenar, nella provincia del Khūzestān. Aveva, nel 2006, una popolazione di 9.761 abitanti.